# John LeCompt
John Charles LeCompt (Little Rock, Arkansas, 10. ožujka 1973. ) je američki glazbenik koji je dio Little Rock heavy metal scene od sredine 1990-ih. 
Surađivao je s brojnim glazbenicima i sastavima, a najpoznatiji dio njegove karijere je kao gitarist u sastavu Evanescence. Bivši bubnjar istog sastava Rocky Gray je njegov dugogodišnji suradnik i prijatelj, a John i njegova žena Shelley imaju dvoje djece, Bethanie i Johna Charlesa LeCompt II.